# Штястны, Антон
Анто́н Штя́стны (словац. Anton Šťastný; род. 5 августа 1959, Братислава, Чехословакия) — чехословацкий хоккеист, игравший в НХЛ с 1980 по 1989 годы за команду «Квебек Нордикс» совместно с братьями Петером и Марианом. В составе сборной Чехословакии был участником чемпионата мира 1979 года и Олимпиады 1980 года в Лейк-Плэсиде.
Антон Штястны сыграл в НХЛ 650 игр, забив 252 шайб и сделав 384 передач, заработав 636 очков